# Florian Klein
Florian Klein (Linz, 17 de novembro de 1986) é um futebolista profissional austríaca que atua como zagueiro, atualmente defende o Austria Wien.

## Carreira
Florian Klein fez parte do elenco da Seleção Austríaca de Futebol da Eurocopa de 2016.